# Theo Lingen
Theo Lingen, pseudonimo di Franz Theodor Schmitz (Hannover, 10 giugno 1903 – Vienna, 10 novembre 1978), è stato un attore, regista e sceneggiatore tedesco.

## Filmografia

### Attore
- Dolly macht Karriere, regia di Anatole Litvak (1930)
- Zwei Krawatten, regia di Felix Basch (1930)
- Alle soglie dell'impero (Das Flötenkonzert von Sans-souci), regia di Gustav Ucicky (1930)
- Ins Blaue hinein..., regia di Eugen Schüfftan (1931)
- Die Firma heiratet, regia di Carl Wilhelm (1931)
- M - Il mostro di Düsseldorf (M), regia di Fritz Lang (1931)
- Mai più l'amore (Nie wieder Liebe!), regia di Anatole Litvak (1931)
- Mia moglie, che imbrogliona! (Meine Frau, die Hochstaplerin), regia di Kurt Gerron (1931)
- Ronny, regia di Reinhold Schünzel (1931)
- Mann ist Mann, regia di Bertolt Brecht e Carl Koch (1931)
- So ein Mädel vergißt man nicht, regia di Fritz Kortner (1932)
- Zwei himmelblaue Augen, regia di Johannes Meyer (1932)
- Der Frauendiplomat, regia di E.W. Emo (1932)
- La contessa di Montecristo (Die Gräfin von Monte-Christo), regia di Karl Hartl (1932)
- Ein toller Einfall, regia di Kurt Gerron (1932)
- Moderne Mitgift, regia di E.W. Emo (1932)
- Mein Name ist Lampe, regia di Karl Farkas (1932)
- Zigeuner der Nacht, regia di Hanns Schwarz (1932)
- Friederike, regia di Fritz Friedmann-Frederich (1932)
- Spiriti burloni (Das Testament des Cornelius Gulden), regia di E.W. Emo (1932)
- L'Orloff (Der Diamant des Zaren), regia di Max Neufeld (1932)
- Im Bann des Eulenspiegels, regia di Frank Wisbar (1932)
- Avventura di una bella donna (Das Abenteuer der Thea Roland), regia di Hermann Kosterlitz (Henry Koster) (1932)
- Nur ein Viertelstündchen
- Welle 4711, regia di Georg Zoch (1933)
- Eine Stadt steht kopf, regia di Gustaf Gründgens (1933)
- Der große Bluff, regia di Georg Jacoby (1933)
- Bambola di carne (Liebe muß verstanden sein), regia di Hans Steinhoff (1933)
- Paganini (Gern hab' ich die Frau'n geküßt), regia di E.W. Emo (1934)
- Ich sehne mich nach dir, regia di Johannes Riemann (1934)
- Una notte a Pietroburgo (Petersburger Nächte), regia di E.W. Emo (1935)
- Amo tutte le donne (Ich liebe alle Frauen), regia di Carl Lamac (1935)
- Die verschwundene Frau, regia di E.W. Emo (1937)
- Peccati d'amore (Finale), regia di Géza von Bolváry (1938)
- L'allegro cantante (Das Abenteuer geht weiter), regia di Carmine Gallone (1939)
- Marionette, regia di Carmine Gallone (1939)
- Un cuore '900 (Herz - modern möbliert) (1940)
- Signora Luna (Frau Luna), regia di Theo Lingen (1941)
- Sieben Jahre Glück, regia di Ernst Marischka (1942)
- Tolle Nacht, regia di Theo Lingen (1943)
- Nichts als Zufälle, regia di E.W. Emo (1949)
- La ladra di Bagdad (Die Diebin von Bagdad), regia di Carl Lamac (1952)
- Wo die Lerche singt, regia di Hans Wolff (1956)
- Familie Schimek, regia di Georg Jacoby (1957)
- Ein Lied geht um die Welt, regia di Géza von Bolváry (1958)
- Tonio Kröger, regia di Rolf Thiele (1964)

### Regista
- Un cuore '900 (Herz - modern möbliert) (1940)
- Was wird hier gespielt? (1940)
- Signora Luna (Frau Luna) (1941)
- Tolle Nacht (1943)
- Wie werde ich Filmstar?, co-regia di Georg Dammann e Michael Jary (1955)